# Yina
Yina (kinesiska: 以那, 以那镇) är en köping i Kina. Den ligger i provinsen Guizhou, i den sydvästra delen av landet, omkring 95 kilometer väster om provinshuvudstaden Guiyang. Antalet invånare är 25745. Befolkningen består av 12 452 kvinnor och 13 293 män. Barn under 15 år utgör 31 %, vuxna 15-64 år 59 %, och äldre över 65 år 9,0 %.